# 마리아네 부르농빌
마리아네 부르농빌(Mariane Bournonville, 결혼 이전의 성: 옌센(Jensen), 1768년 ~ 1797년 8월 29일)은 덴마크의 발레 무용수이다. 1784년부터 1796년까지 덴마크 왕립 발레단에서 활동했다. 프랑스의 발레 무용수인 앙투안 부르농빌(Antoine Bournonville)의 아내이기도 하다.